# Biel (Eslováquia)
Biel (em húngaro: Bély) é um município da Eslováquia, situado no distrito de Trebišov, na região de Košice. Tem 7,44 km² de área e sua população em 2018 foi estimada em 1.389 habitantes.

## Demografia
| Ano:        | 1994 | 2004   | 2014   | 2024   |
| ----------- | ---- | ------ | ------ | ------ |
| Broj ljudi: | 1299 | 1418   | 1451   | 1351   |
| Razlika:    |      | +9,16% | +2,32% | -6,89% |

| Ano:               | 2023 | 2024   |
| ------------------ | ---- | ------ |
| Número de pessoas: | 1357 | 1351   |
| Diferença:         |      | -0,44% |